# 星月繭良
星月繭良（日语：星月まゆら，1982年12月30日—），日本前AV女優。
出身於東京都。女優時期的事務所是はキュービック。

## 簡歷
- 2002年以『ピュアinハート MAYURA』（水晶映像）為AV出道作。

- 2003年到2006年以企劃單體女優的身分活動，並演出多部作品。

- 2005年9月演出的作品『Mドラッグ』（TOHJIRO導演）獲得銷量第1名，並被選為「初代エロシンデレラ」。

- 2010年3月28日於官方部落格上宣布引退[1][2]。

## 人物
- 興趣是騎馬和畫插圖。喜歡動物，飼養狗、貓、烏龜和蛇。

## 外部連結
- 星月まゆらＤＭＭ公式ブログ，存于☆まゆらカキカキ広場☆